# Robert de Sillé
Robert de Sillé, seigneur de Sillé.

## Biographie
Robert Ier de Sillé, que M. de Lestang croit frère de Guillaume V de Sillé et fils d'un Guillaume, mort vers 1240, est suivant l'abbé Angot fils de Guillaume IV de Sillé et d'Agnès, à moins qu'il n'ait eu trois femmes dont la première serait Marguerite de Beaumont-au-Maine. Dès 1233, il est témoin quand son père règle les droits d'usage dans les Coëvrons. Les moines de Saint-Céneré de Sillé eurent à se plaindre de lui et de son fils en 1269, et ceux de Bellebranche en 1273. Il favorisa l'abbaye de Champagne en 1274, suivant Dom Piolin, et donna, à la fin de sa vie, probablement en 1280, aux moines de Bellebranche trois étagers de Sillé. Sa femme, qui nous est inconnue, lui survécut. On la nomme seule, « la dame de Sillé », le 11 novembre 1286, jouissant d'une rente sur la vicomté de Beaumont-Brienne, ce qui serait encore un indice d'alliance des familles de Beaumont-Brienne et de Sillé. Le fils qu'on lui connaît et qui est cité déjà en 1269 avec son père, se nommait : Guillaume.

## Source
- Abbé Angot, « Baronnie de Sillé », dans Bulletin de la Commission historique et archéologique de la Mayenne, 1920, no 36, p. 135-152.